# Burgdorf, Wolfenbüttel
Burgdorf är en kommun och ort i Landkreis Wolfenbüttel i förbundslandet Niedersachsen i Tyskland.
Kommunen ingår i kommunalförbundet Samtgemeinde Baddeckenstedt tillsammans med ytterligare fem kommuner.